# Das wahre Leben
Pour plus de détails, voir Fiche technique et Distribution.
Das wahre Leben (titre international Boum !, en français, La vraie vie) est un film germano-suisse  réalisé par Alain Gsponer sorti en 2006.

## Synopsis
Roland Spatz est un bourreau de travail qui s'est éloigné de sa femme Sybille et de ses deux enfants Charles et Linus au fil des ans. Lorsqu'il perd son emploi de gestionnaire des risques, il doit subitement faire face à sa famille : avec sa femme, qui s'évade dans une affaire et travaille dans sa galerie, avec le fils aîné Charles, qui découvre son homosexualité, et le plus jeune fils Linus, qui, pour attirer l'attention, fabrique des bombes et terrorise le quartier. La famille voisine Krüger, qui a perdu un fils il y a quelques années, agit en contrepartie de ses efforts pour paraître une petite famille idyllique : le père alcoolique, Katharina la mère accro aux comprimés et la fille Florina suicidaire.
Après que Linus a incendié la maison de ses parents et que Florina Krüger a plongé dans la piscine, Roland et Sybille agissent main dans la main pour sauver la vie de Florina. Finalement les deux dorment bras dessus bras dessous dans le jardin de leur maison incendiée.
Linus dit en voix off qu'en chimie, tout est toujours en mouvement.

## Fiche technique
- Titre : Das wahre Leben
- Réalisation : Alain Gsponer assisté d'Annette Stefan
- Scénario : Alexander Buresch (de), Matthias Pacht (de)
- Musique : Marius Felix Lange (de)
- Direction artistique : Renate Schmaderer
- Costumes : Barbara Grupp (de)
- Photographie : Matthias Fleischer (de)
- Son : Steffen Graubaum
- Montage : Melanie Werwie (de)
- Production : Andreas Bareiss, Bernd Burgemeister (de)
- Sociétés de production : TV60Filmproduktion (de)
- Société de distribution : Zorro Film (de)
- Pays d'origine :  Allemagne
- Langue : allemand
- Format : Couleur - 1,85:1 - Dolby Digital - 35 mm
- Genre : Comédie dramatique
- Durée : 103 minutes
- Dates de première diffusion :
  -  Allemagne : 26 octobre 2006 (Internationale Hofer Filmtage).
  -  Suède : 26 janvier 2007 (Festival international du film de Göteborg).
  -  Allemagne : 8 mars 2007.

## Distribution
- Ulrich Noethen : Roland Spatz
- Katja Riemann : Sybille Spatz
- Volker Bruch: Charles Spatz
- Josef Mattes : Linus Spatz
- Hannah Herzsprung : Florina Krüger
- Juliane Köhler : Katharina Krüger
- Alexander Held : Happy Krüger
- Bernhard Baier (de) : Graue Eminenz

## Récompenses
- Deutscher Filmpreis 2007 : meilleur second rôle féminin pour Hannah Herzsprung[2].
- Prix Adolf-Grimme 2009[2].

## Source de la traduction
- (de) Cet article est partiellement ou en totalité issu de l’article de Wikipédia en allemand intitulé « Das wahre Leben » (voir la liste des auteurs).